# Avril 2000

## Samedi1eravril2000
- Japon : le Premier ministre Keizō Obuchi victime d'un accident vasculaire cérébral tombe dans le coma

## Dimanche2 avril 2000
- rallye : Colin Mac Rae remporte le rallye de Catalogne (Espagne) .

## Lundi3 avril 2000
- États-Unis : Microsoft est jugé coupable d'avoir enfreint la loi fédérale antitrust en maintenant une pression excessive sur ses concurrents.

## Mercredi5 avril 2000
- Japon : Yoshirō Mori remplace Keizō Obuchi au poste de Premier ministre

## Jeudi6 avril 2000
- Tunisie : Décès de l'ancien président Habib Bourguiba à 96 ans. Président de 1957 à 1987

## Dimanche9 avril 2000
- Formule 1 : Grand Prix automobile de Saint-Marin.

## Dimanche16 avril 2000
- Perlis, Malaisie : le roi Tuanku Syed Putra ibni Almarhum Syed Hassan Jamalullail de Perlis est mort après un règne de cinquante-cinq ans. C'est le règne d'un monarque le plus long au monde depuis la mort de l'empereur du Japon Hirohito.

## Lundi17 avril 2000
- Perlis, Malaisie : Sirajuddin devient roi de Perlis.
- Le FC Nantes remporte la coupe de France de football face à l'AS Saint-Étienne.
- Didier L. ouvre une histoire de 25 années avec ses merveilleux collègues.

## Samedi22 avril 2000
- États-Unis : raid des agents fédéraux pour retirer Elián González, un enfant de six ans, à ses proches à Miami en vue de le rendre à son père qui vit à Cuba.

## Dimanche23 avril 2000
- Formule 1 : Grand Prix automobile de Grande-Bretagne.

## Dimanche30 avril 2000
Canonisation de Faustine Kowalska par Jean-Paul II, Place Saint-Pierre à Rome.

## Naissances
- 2 avril : Biniam Girmay, coureur cycliste érythréen
- 3 avril : Koba LaD, rappeur français
- 6 avril : Ante Palaversa, footballeur croate
- 7 avril :
  - Hakima Barhraoui, coureuse cycliste marocaine
  - Davide Bettella, footballeur italien
  - Big Scarr, rappeur américain († 22 décembre 2022)
- 9 avril :
  - Maria Brunlehner, nageuse kényane
  - Jackie Evancho, chanteuse américaine
- 10 avril :
  - Gustaf Lagerbielke, footballeur suédois.
  - Japhet Sery Larsen, footballeur danois.
- 11 avril :
  - Ashley Bologna, athlète française
  - Antoine De Prekel, acteur français
  - Morgan Lily, actrice américaine
- 12 avril :
  - Aleksa Janković, footballeur serbe
  - Manuel Turizo, chanteur colombien
- 13 avril :
  - Stephen Kelly, footballeur écossais
  - Khea, chanteur argentin
- 14 avril : Rafael Navarro, footballeur brésilien
- 17 avril : Majda Chebaraka, nageuse algérienne
- 19 avril : Azzedine Ounahi, joueur de football marocain
- 21 avril :
  - Alex Cochrane, footballeur anglais
  - Nemo Schiffman, acteur et chanteur français
- 22 avril : Antonio Sefer, footballeur roumain
- 24 avril : Filip Bilbija, footballeur allemand
- 25 avril :
  - Dejan Kulusevski, footballeur suédois
  - Tuomas Ollila, footballeur finlandais
  - Marko Rakonjac, footballeur monténégrin
- 29 avril : Aitor Paredes, footballeur espagnol.